# Anne Marie Françoise de Sainte-Hermine
Anne Marie Françoise de Sainte-Hermine (* wohl 1670; † 6. November 1734 im Kloster Saint-Louis de Poissy, 67 Jahre alt), verheiratete Comtesse de Mailly, war eine französische Hofdame.

## Leben
Anne Marie Françoise de Sainte-Hermine war die Tochter von Hélie III., Chevalier, Marquis de Sainte-Hermine, Seigneur de La Laigne, und Anne Madeleine de Valois de Villette.
Sie war Dame d’honneur und Dame d’atours der Herzogin von Orléans Françoise Marie de Bourbon (1692–1696), von 1697 bis 1712 der Dauphine Maria Adelaide von Savoyen (1697–1712) und der Königin Maria Leszczyńska (1725–1731). Sie trat zugunsten ihrer Tochter Françoise de Mailly zurück, die am 19. August 1731 ihre Nachfolgerin wurde.
Anne Marie Françoise de Sainte-Hermine, verwitwete Comtesse de Mailly, starb am 6. November 1734 (oder am 6. November 1737) im Kloster Saint-Louis de Poissy, in das sie sich zurückgezogen hatte. Sie wurde 67 Jahre alt.

## Ehe und Familie
Anne Marie Françoise de Sainte-Hermine heiratete per Ehevertrag vom 7. Juli 1687 Louis, Comte de Mailly († 6. April 1699, 37 Jahre alt). Ihre Kinder sind:
- Françoise de Mailly (* 30. August 1688; † 11. September 1742); ⚭ (1) (Ehevertrag 12. Juni 1700) Louis Phélypeaux (* 14. April 1672; † 7. September 1725), Marquis de La Vrillière, Tanlay et Châteauneuf, Comte de Saint-Florentin, Secrétaire d’Etat, Commandeur et Secrétaire des Ordres du Roi; ⚭ (2) 14. Juni 1731 Paul Jules de La Porte († 7. September 1731), Duc de Mazarin et de La Meilleraye, Pair de France
- Louis Alexandre III. (* 1694; † 30. Juli 1748), Comte de Mailly, Seigneur de Rubempré, de Rieux, d’Avicourt, de Bohain, de Brutelle, de Menneville, de La Motte, du Coudray etc., Capitaine lieutenant des Gendarmes Écossais du Roi, Commandant de la Gendarmerie de France; ⚭ (Ehevertrag 30. Mai 1726) Louise Julie de Mailly-Nesle (* 16. März 1710; † März 1751), seine Kusine, Mätresse des Königs Ludwig XIV., Tochter von Louis III. de Mailly, Marquis de Nesle, und Armande Félice de La Porte Mazarin (keine Nachkommen)
- Louise Françoise de Mailly (* 1695; † 1767); ⚭ (Ehevertrag 10. Januar 1707) Jacques Antoine de Bauffremont (X 24. September 1710 bei der Belagerung von Aire (1710), 27 Jahre alt), Chevalier, Marquis de Clairvaux et de Listenais, Vicomte de Marigny, Baron de Montsaujeon, de Châteauneuf, d’Une, de Trune etc., Colonel des Régiment de Bauffremont dragons, 1709 Ritter im Orden vom Goldenen Vlies (Nr. 650) (Haus Bauffremont)
- Françoise de Mailly (* 1695; † 1767[4]); ⚭ (Ehevertrag 9. Juli 1709) Scipion Sidoine Apollinaire Armand, Vicomte, dann Marquis de Polignac (* 5. Juni 1660; † 14. April 1739), Baron et Comte de Randon, Lieutenant général des Armées du Roi et de la Province de Languedoc, Gouverneur du Puy, Bruder des Kardinals Melchior de Polignac (Haus Chalençon)
- Louis V. de Mailly (* 10. Dezember 1696; † 7. September 1767), Seigneur de La Borde, Comte de Rubempré, Marquis de Nesle (1721) et de Mailly, Comte de Bohain, Vicomte de Monchy-Lagache, Baron de Beaulieu, Athie, Freniche, Engoudsent, Seigneur de Maurup, Pargny etc., Prince d’Orange, Capitaine lieutenant des Gendarmes Écossais du Roi, Commandant de la Gendarmerie de France, Premier et Grand Écuyer de la Dauphine, Lieutenant-général des Armées du Roi, 1749 Chevalier des Ordres du Roi; ⚭ (Ehevertrag 29. Oktober 1731) Anne Françoise Elisabeth L’Arbaleste de Melun (* 1. November 1707; † 19. Januar 1775), Vicomtesse de Melun, Tochter von François Louis L’Arbaleste, Vicomte de Melun, und Marie Anne Moufle
- François de Mailly, Malteserordensritter, 1726 Capitaine de Dragons, 15. März 1740 Colonel des Régiment de Mailly-dragons, trat 1744 zurück